# Klein dooiermos
Het klein dooiermos (Polycauliona polycarpa) is een korstmos uit de familie Teloschistaceae. Het groeit vooral op zure schors, van met name de eik, en ook op houten paaltjes. Het kan ook voorkomen op bomen met een voedselrijke bast, zoals sleedoorn, meidoorn, es, populier, vlier en wilg en leeft in symbiose met de alg Trebouxioid. 

## Kenmerken
Klein dooiermos is een gele, bladvormige soort. Het thallus is licht gebogen en geel tot grijsgeel van kleur, met een diameter is 1 tot 3 cm. Het is in het geheel bezet met oranjegele apothecia. De apothecia zijn laminaal, 4,5 mm in diameter, en oranje van kleur (donkerder dan het thallus). De apotheciumrand is glad, maar soms gekarteld. Het heeft de volgende kenmerkende kleurreactie: K+ (paarsrood), C-, KC-, P-.
De ascus heeft acht ascosporen. De sporen zijn ellipsoïde, polariloculair, hyaliene en de grootte ervan is 11-15 × 5-8 µm.

## Verspreiding
Afgezien van in het uiterste noorden, is klein dooiermos algemeen in Europa en zeldzaam in het Middellandse Zeegebied. In Nederland komt het algemeen voor. Het is niet bedreigd en staat niet op de rode lijst.

## Foto's

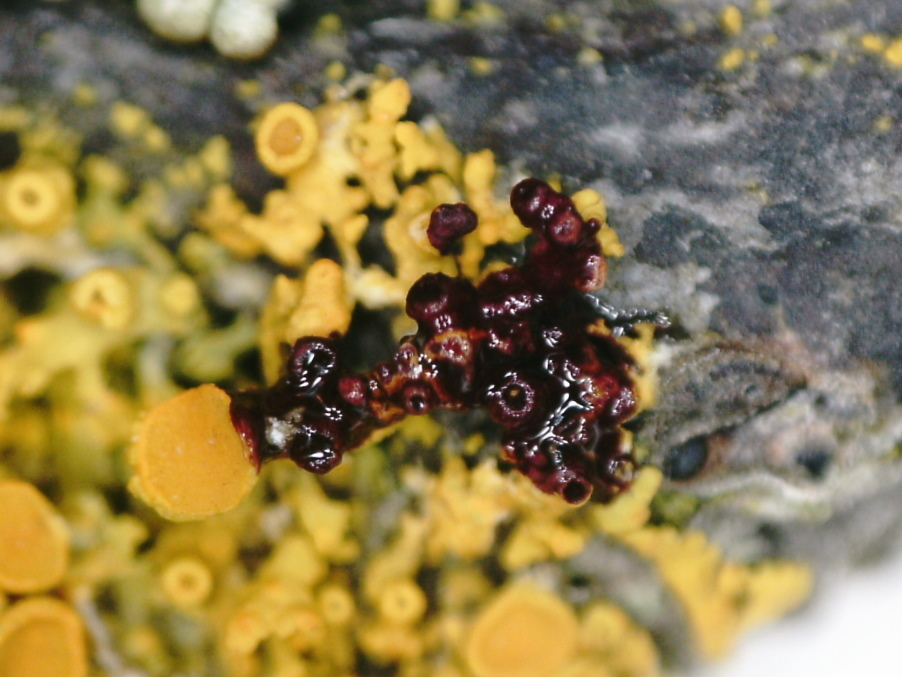
Met K+
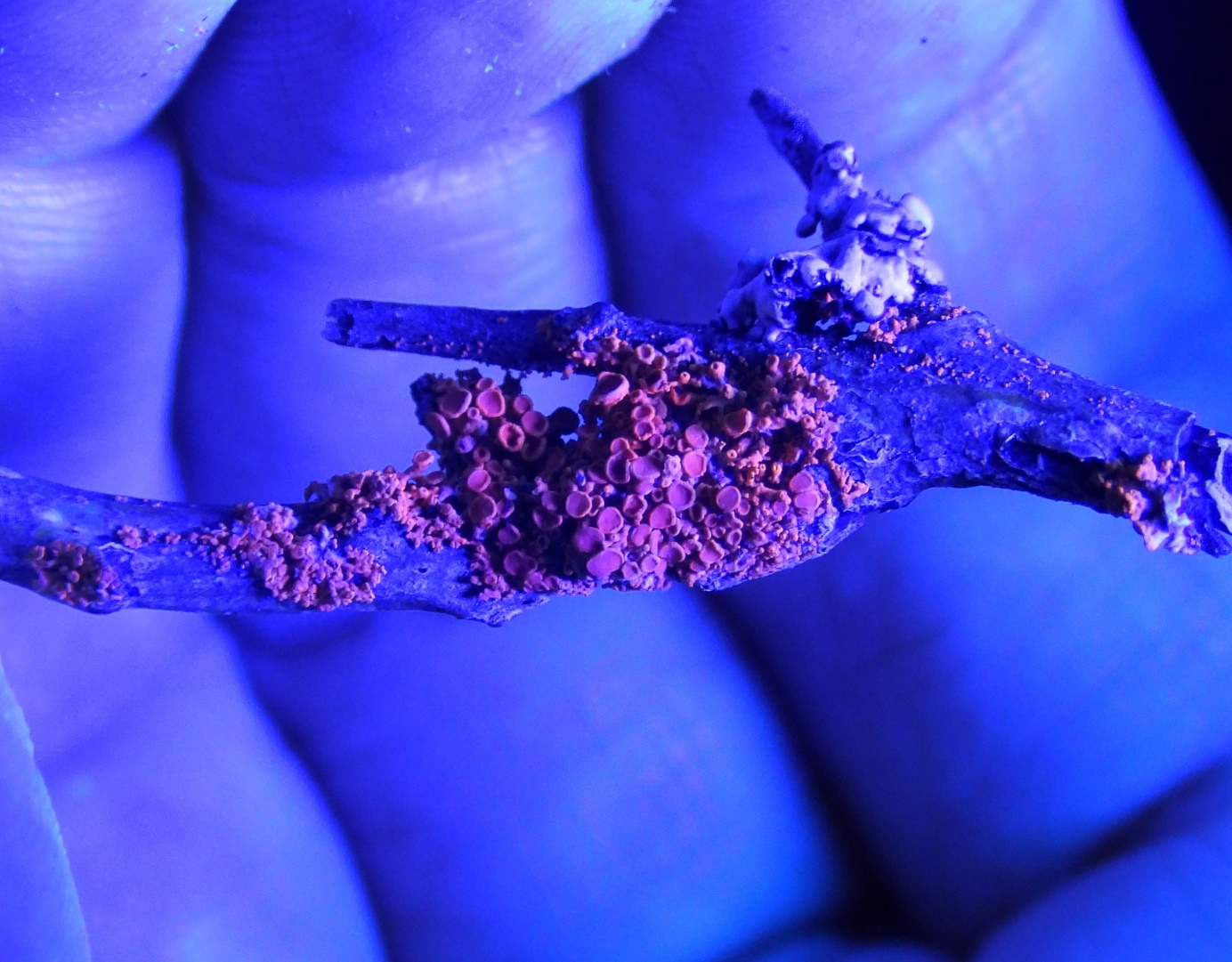
Met UV-licht